# Sistem biologic
În biologie, un sistem biologic este o grupare de „organe” formate din același țesut care împreună participă la realizarea unei funcții specifice. : sistemul osos, sistemul muscular, sistemul nervos, sistemul endocrin, sistemul circulator, sistemul respirator, sistemul digestiv, sistemul locomotor și sistemul excretor
Un grup de sisteme compun un organism, cum ar fi corpul uman.